# بنجامین بونویل
بنجامین لوئیس اولالی دو بونویل (Benjamin Louis Eulalie de Bonneville) (زادهٔ ۱۴ آوریل ۱۷۹۶ – درگذشتهٔ ۱۲ ژوئن ۱۸۷۸)، افسر ارتش ایالات متحده آمریکا، تاجر خز و کاوشگر در غرب ایالات متحده آمریکا بود. وی به دلیل سفرهایش به سرزمین اورگان و حوضهٔ بزرگ و به‌طور خاص برای بخش‌های درخشانی از مسیر اورگن، شناخته می‌شود.
بونویل در طول عمر خود، به‌خاطر یک گزارش از سفرهایش در غرب که توسط واشینگتن اروینگ نوشته شد، مشهور شد.

## اوایل زندگی
بنجامین در نزدیکی پاریس، کشور فرانسه چشم به جهان گشود. او فرزند ناشر فرانسوی به نام نیکولاس بونویل و همسرش، مارگریت برازیر بود. در سال ۱۸۰۳ و زمانی که بنجامین ۷ سال داشت، به همراه خانواده‌اش به ایالات متحده آمریکا مهاجرت کردند. هزینهٔ سفر آنها توسط توماس پین پرداخت شد. پین در فرانسه همراه با خانوادهٔ بونویل زندگی می‌کرد و پدرخوانده بنجامین و دو برادرش لوئیس و توماس بود. پین در وصیت‌نامه خود بخش عمده‌ای از دارایی خود را به مارگریت واگذار کرد که تا زمان مرگ او در سال ۱۸۰۹ از وی مراقبت می‌کرد. ارثیه‌ای که مارگریت دریافت کرد شامل یک زمین زراعی در نیو راشل، نیویورک به مساحت صد هکتار فرنگی (۴۰٫۵ هکتار) بود که او و فرزندانش در آنجا سکوت داشتند و تحصیل کردند.

## اوایل حرفه

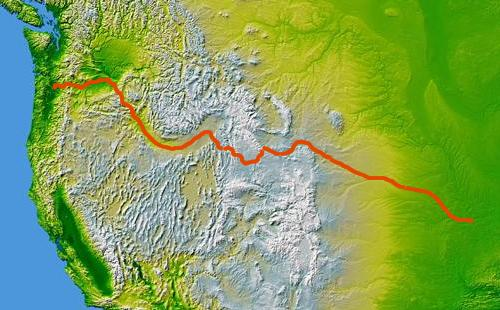
این تصویر نقشه‌ای از آمریکا را نشان می‌دهد که یک مسیر با رنگ قرمز مشخص شده است. این مسیر به احتمال زیاد مربوط به مسیری است که شخصی در متن مقاله طی کرده است. متن مقاله درباره زندگی و حرفه مارگريت بونویل (Margaret Bonneville) و ارثیه‌ای که در نیویورک به دست آورده، توضیح می‌دهد. همچنین به تحصیلات او و فرزندانش در نیو راشل، نیویورک اشاره می‌کند. این تصویر به بخش‌هایی از مقاله که به مکان‌ها و مسیرهای مرتبط با زندگی بونویل اشاره دارد، مرتبط است.

بونویل در سال ۱۸۱۳ توانست در آکادمی نظامی ایالات متحده آمریکا در وست پوینت، نیویورک پذیرفته شود. او تنها پس از دو سال از این آکادمی فارغ‌التحصیل شد و سپس حکم خدمت در توپ‌خانه سبک را با درجه افتخاری (نظامی) ستوان دوم، دریافت کرد. او سال‌های ابتدایی حرفه‌اش را در نیو انگلند، می‌سی‌سی‌پی و فورت اسمیت در منطقهٔ آرکانزاس خدمت کرد.
در سال ۱۸۲۴، بونویل به فورت گیبسن، اکلاهما در منطقهٔ بومیان آمریکایی اعزام شد و به درجهٔ سروان ارتقا یافت. در سفر به فرانسه، او مهمان ژیلبر دو موتیه دو لافایت بود.
بونویل برای تحقق خواسته و علاقه‌اش برای جستجو و کشف سرزمین‌های غربی از ارتشبد الکساندر مکمب درخواست مرخصی از ارتش کرد با این هدف که بتواند در میان بومیان آمریکایی سرزمین اورگان که تحت حاکمیت مشترک آمریکا و بریتانیا بود، تحقیق و شناسایی کند. به‌طور قابل ملاحظه‌ای توسط شرکت هادسونز بی هدایت می‌شد. مکمب با درخواست مرخصی بیست و شش ماههٔ وی از اوت ۱۸۳۱ تا اکتبر ۱۸۳۳، موافقت کرد و به او دستور داد تا تمام اطلاعاتی که ممکن بود برای دولت مفید باشد را جمع‌آوری کرده و همراه خود بیاورد.

## ازدواج و خانواده
بونویل ازدواج کرد و با همسرش صاحب یک دختر شد. همسر نخست و دخترش هر دو از دنیا رفتند. ولی او تا بعد از بازنشستگی از ارتش در سال ۱۸۶۶ دوباره ازدواج نکرد. بونویل سپس در فورت اسمیت (آرکانزاس) مستقر شد سپس با سو نیس ازدواج کرد.

## سفر اکتشافی سال ۱۸۳۲
سفری که به عنوان بزرگترین دستاورد زندگی بونویل شناخته می‌شود در ماه مه سال ۱۸۳۲ آغاز شد. در این سفر بونویل با صد و ده مرد شامل ناتانیل جارویس وایت و ستوان میدانی مایکل سر و جوزف واکر میزوری را ترک کرد. حامی مالی این سفر دریایی، جان جیکوب آستور رقیب شرکت هادسونز بی بود. آنها در اوت به رود گرین (رود کلرادو) رسیده و پست تجارت خز در آنجا ساخته و نام آن را فورت بونویل گذاشتند. مردان کوهستان آن را «فورت بیخود» نامیدند و هیچ وقت برای تجارت استفاده نشد.
او همچنین گروهی از مردان به رهبری جو واکر را برای کاوش دریاچه نمک یوتا و یافتن راهی زمینی به کالیفرنیا، فرستاد. نظرات زیادی پیرامون انگیزهٔ بونویل برای فرستادن واکر به کالیفرنیا وجود دارد. بعضی مورخین گمان می‌کنند که بونویل قصد داشته تا مقدمات تهاجم احتمالی ارتش ایالات متحده آمریکا به کالیفرنیا که در آن زمان بخشی از مکزیک بود را فراهم کند.
در تابستان سال ۱۸۳۳، بونویل با قصد تجارت با شوشونی‌ها به محدودهٔ رودخانهٔ ویند که در وایومینگ امروزی واقع شده، رفت.

## تلاش برای رسیدن به اورگان
او پس از گذران ابتدای زمستان در فورت بونویل، در ژانویه ۱۸۳۴ با هدف رسیدن به دره ویلامت به سمت غرب حرکت کرد.
آنها در ۴ مارس ۱۸۳۴، به فورت نز پرکس، پایگاه مرزی شرکت خلیج هادسون در محل تلاقی رودخانه والا والا با کلمبیا رسیدند. فرماندهٔ اچ بی سی فورت، پیر پامبرون از او استقبال کرد ولی حاضر به معامله با وی نشد.
در ماه ژوئیه بونویل سفر دیگری به غرب انجام داد و مصمم بود تا با شرکت هادسونز بی معامله کند. او این بار مسیر آسانتری رادر میان کوه‌های آبی دنبال کرد که در این مسیر دوباره با ناتانیل وایت ملاقات کرد و در امتداد رود گرند راند اردو زد. در همین زمان او و مردانش برای غذا و تجهیزات درمانده شده بودند. این بار در فورت نز پرکس پمبرن دست رد به درخواست آنها زد. به جای بازگشت سریع به سمت شرق، بونویل و مردانش سفر خود را در کلمبیا به سمت جنوب و فورت ونکوور ادامه دادند.
بونویل زمستان ۱۸۳۴–۱۸۳۵ را در کنار شوشونی‌ها در امتداد شمال رودخانهٔ بر گذارند و در آوریل ۱۸۳۵ سفر بازگشت خود به میزوری را آغاز کرد. او در ماه اوت به ایندیپندنس، میزوری رسید و متوجه شد که اگرچه نامهٔ درخواست تمدید او رسیده‌است، اما به مکمب تحویل داده نشده‌است. در همین میان، حکم او لغو کند.

## واشینگتن ایروینگ
بونویل به امید بازیابی حکم کاری خود به شرق سفر کرد. در مسیر خود به سوی واشینگتن دی‌سی در نیویورک توقف کرد و از او توسط دوستش جان جیکوب آستور استفبال شد و پذیرایی به عمل آمد. بونویل زمانی که نزد آستور اقامت داشت، با واشینگتن ایروینگ ملاقات کرد. بونویل، داستان‌هایی برای اروینگ تعریف کرد، داستان‌هایی از سفرها و ماجراجویی‌هایش که او قصد داشت در کتابی که بر روی آن کار می‌کرد، گردآوری کند.
یک یا دو ماه بعد اروینگ در واشینگتن که بونویل در آنجا زندگی می‌کرد، او را دوباره ملاقات کرد. بونویل در نوشتن ماجراجویی‌هایش دچار مشکل شده بود. هر دوی آنها توافق کردند که در ازای مبلغ ۱۰۰۰ دلار (۲۳۵۶۷ دلار در سال ۲۰۲۰) بونویل یادداشت‌ها و نقشه‌هایش را در اختیار اروینگ بگذارد تا ایروینگ بتواند از آنها به عنوان پایه سومین کتاب «وسترن» خود استفاده کند. نتیجهٔ این توافق انتشار کتاب ماجراجویی‌های کاپتان بونویل در سال ۱۸۳۷ بود.